# Wileńska Szkoła Średnia im. Joachima Lelewela
Niektóre z zamieszczonych tu informacji wymagają weryfikacji.
Dokładniejsze informacje o tym, co należy poprawić, być może znajdują się w dyskusji tego artykułu.
 Po wyeliminowaniu niedoskonałości należy usunąć szablon {{Dopracować}} z tego artykułu.

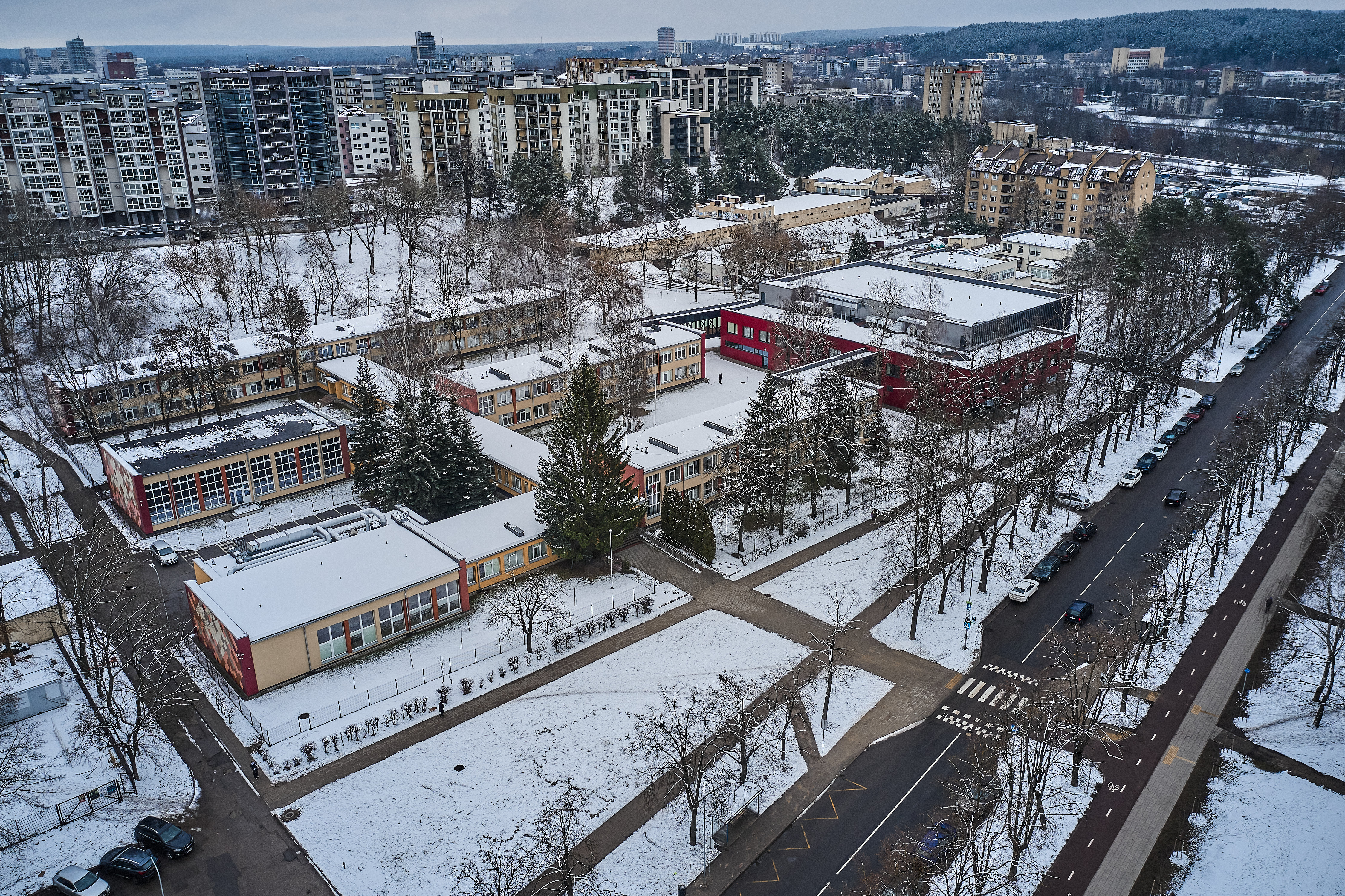
Widok budynków gimnazjum w Leleveli

Wileńska Szkoła Średnia im. Joachima Lelewela (lit. Vilniaus Joachimo Lelevelio vidurinė mokykla) – polskojęzyczna szkoła średnia utworzona w 1946 roku w Wilnie.
Powstała, jako Szkoła Średnia nr 5,  w 1946 roku w wyniku połączenia III Gimnazjum (męskiego) z V Gimnazjum (żeńskim) - językiem wykładowym był język polski. Dyrektorką szkoły została Ksenia Szulc. W pierwszym roku istnienia uczęszczało do niej 757 uczniów (w tym 434 dziewcząt). W 1948 roku szkołę poszerzono o 3 klasy rosyjskojęzyczne, liczba uczniów zwiększyła się do 1160.
Przez długi czas gimnazjum było jedyną polskojęzyczną szkołą średnią w Wilnie. Działało przy nim kółko literackie, chór p. Pieniążkowej. Wieloletnim dyrektorem szkoły był Wacław Baranowski.
W 2002 roku szkoła otrzymała imię Joachima Lelewela.